# Синявка (Житомирская область)
Синявка (укр. Синявка) — село на Украине, находится в Емильчинском районе Житомирской области.
Код КОАТУУ — 1821788403. Население по переписи 2001 года составляет 17 человек. Почтовый индекс — 11261. Телефонный код — 4149. Занимает площадь 0,053 км².

## Адрес местного совета
11261, Житомирская область, Емильчинский р-н, с.Усолусы, ул.Центральная, 5